# Joseph Dervaes
Joseph Dervaes (Wetteren, 27 ottobre 1906 – Deurne, 12 aprile 1986) è stato un ciclista su strada belga.

## Biografia
Nato nel 1906 a Wetteren, nelle Fiandre Orientali, nel 1925, a 19 anni, iniziò a correre al massimo livello, da individuale.
Nel 1926 passò a correre per la Labor, vincendo quell'anno il Scheldeprijs.
Bissò il successo del 1926 nel Scheldeprijs 2 anni dopo, nel 1928, da individuale. Sempre nel 1928 partecipò alla Parigi-Roubaix, arrivando 18º e, soprattutto, fu campione belga su strada nella gara in linea.
Nel solo 1929 corse per la Genial Lucifer, con la quale ottenne la sua vittoria più importante in carriera, il Giro delle Fiandre di quell'anno, che vinse con il tempo di 7h01'50", staccando nettamente gli inseguitori (il primo il campione mondiale Georges Ronsse a 4'10").
Tra 1929 e 1931 vinse 3 edizioni consecutive del Grote 1 Mei-Prijs - Ereprijs Victor De Bruyne, nel primo anno con la Genial Lucifer, negli altri 2 con La Nordiste. Alla Parigi-Roubaix 1930 fu 28º, 21º invece nel 1931, anno nel quale terminò 30º al Giro delle Fiandre.
Nel 1932 prese parte da individuale al Giro d'Italia, non portandolo a termine. 
Dopo 1 anno alla Depas e altri 3 da individuale, chiuse la carriera nel 1936, a 30 anni.
Nel 1928 e 1929 fu anche nazionale belga ai Mondiali, nella seconda e terza edizione di sempre con la divisione tra professionisti e dilettanti. Dervaes chiuse in entrambi i casi ai piedi del podio nella gara in linea professionisti, 4º sia a Budapest 1928 sia a Zurigo 1929.
Morì nel 1986, a 79 anni. 

## Palmarès
- 1924 (Dilettante, 1 vittoria)

Anvers-Menin
- 1926 (Labor, 2 vittorie)

Scheldeprijs
2ª tappa Critérium des Aiglons (Tourcoing > Fécamp)
- 1928 (Individuale, 6 vittorie)

Scheldeprijs
Campionati belgi, gara in linea
Bruxelles-Paris
De Drie Zustersteden
Omloop van Noord-België
Trois Villes Soeurs
- 1929 (Genial Lucifer, 5 vittorie)

Giro delle Fiandre
Grote 1 Mei-Prijs - Ereprijs Victor De Bruyne
De Drie Zustersteden
Omloop van Noord-België
Trois Villes Soeurs
- 1930 (La Nordiste, 4 vittorie)

Grote 1 Mei-Prijs - Ereprijs Victor De Bruyne
Omloop van Noord-België
Kapellen
Deurne-Zuid
- 1931 (La Nordiste, 2 vittorie)

Grote 1 Mei-Prijs - Ereprijs Victor De Bruyne
Paris-Lille

## Piazzamenti

### Grandi Giri
- Giro d'Italia

1932: ritirato

### Classiche monumento
- Giro delle Fiandre

1929: vincitore
1931: 30º
- Parigi-Roubaix

1928: 18º
1930: 28º
1931: 21º

### Competizioni mondiali
- Campionati del mondo

Budapest 1928 - In linea professionisti: 4º
Zurigo 1929 - In linea professionisti: 4º